# Temporada 1985-86 de los New York Knicks
La temporada 1985-86 fue la cuadragésima de los New York Knicks en la NBA. La temporada regular acabó con 23 victorias y 59 derrotas, ocupando el undécimo puesto de la conferencia, no logrando clasificarse para los playoffs.

## Elecciones en elDraft
| Ronda | Puesto | Jugador        | Posición | Nacionalidad   | Universidad            |
| ----- | ------ | -------------- | -------- | -------------- | ---------------------- |
| 1     | 1      | Patrick Ewing  | Pívot    | Estados Unidos | Georgetown             |
| 2     | 47     | Gerald Wilkins | Escolta  | Estados Unidos | Tennessee–Chattanooga* |
| 4     | 73     | Fred Cofield   | Base     | Estados Unidos | Eastern Michigan       |
| 5     | 96     | Mike Schlegel  | Pívot    | Estados Unidos | Virginia Commonwealth  |

## Temporada regular
| División Atlántico   | División Atlántico | División Atlántico | División Atlántico | División Atlántico | División Atlántico | División Atlántico | División Atlántico | División Atlántico |
| Equipo               | G                  | P                  | %                  | PD                 | Casa               | Fuera              | Div                |                    |
| -------------------- | ------------------ | ------------------ | ------------------ | ------------------ | ------------------ | ------------------ | ------------------ | ------------------ |
| y-Boston Celtics     | 67                 | 15                 | .817               | –                  | 40–1               | 27–14              | 18–6               |                    |
| x-Philadelphia 76ers | 54                 | 28                 | .659               | 13                 | 31–10              | 23–18              | 15–9               |                    |
| x-Washington Bullets | 39                 | 43                 | .476               | 28                 | 26–15              | 13–28              | 11–13              |                    |
| x-New Jersey Nets    | 39                 | 43                 | .476               | 28                 | 26–15              | 13–28              | 11–13              |                    |
| New York Knicks      | 23                 | 59                 | .280               | 44                 | 15–26              | 8–33               | 5–19               |                    |

## Estadísticas
| Rk | Jugador         | Edad | P  | PT | MP   | TC  | TCI  | %TC  | T3  | T3I | %T3  | TL  | TLI | %TL   | RO  | RD  | RT  | AS  | RB  | TAP | BP  | FP  | PTS  |
| -- | --------------- | ---- | -- | -- | ---- | --- | ---- | ---- | --- | --- | ---- | --- | --- | ----- | --- | --- | --- | --- | --- | --- | --- | --- | ---- |
| 1  | Patrick Ewing   | 23   | 50 | 50 | 35.4 | 7.7 | 16.3 | .474 | 0.0 | 0.1 | .000 | 4.5 | 6.1 | .739  | 2.5 | 6.5 | 9.0 | 2.0 | 1.1 | 2.1 | 3.4 | 3.8 | 20.0 |
| 2  | Pat Cummings    | 29   | 31 | 30 | 32.5 | 6.3 | 13.2 | .478 | 0.0 | 0.1 | .000 | 3.1 | 4.5 | .698  | 3.0 | 6.1 | 9.0 | 1.5 | 0.9 | 0.4 | 2.8 | 4.4 | 15.7 |
| 3  | Rory Sparrow    | 27   | 74 | 74 | 31.7 | 4.7 | 9.8  | .477 | 0.1 | 0.3 | .250 | 1.4 | 1.7 | .795  | 0.7 | 1.6 | 2.3 | 6.4 | 1.1 | 0.2 | 2.1 | 2.5 | 10.8 |
| 4  | Louis Orr       | 27   | 74 | 64 | 30.2 | 4.5 | 10.0 | .445 | 0.0 | 0.1 | .000 | 2.9 | 3.8 | .784  | 1.7 | 2.6 | 4.2 | 2.4 | 0.8 | 0.4 | 1.6 | 2.4 | 11.9 |
| 5  | James Bailey    | 28   | 48 | 36 | 25.9 | 4.2 | 9.2  | .456 | 0.0 | 0.1 | .000 | 2.7 | 3.5 | .772  | 2.1 | 4.8 | 7.0 | 1.0 | 0.7 | 0.8 | 2.1 | 4.3 | 11.1 |
| 6  | Darrell Walker  | 24   | 81 | 35 | 25.0 | 4.0 | 9.3  | .430 | 0.0 | 0.1 | .000 | 2.3 | 3.4 | .686  | 1.2 | 1.5 | 2.7 | 4.2 | 1.8 | 0.4 | 2.4 | 2.7 | 10.3 |
| 7  | Gerald Wilkins  | 22   | 81 | 53 | 25.0 | 5.4 | 11.5 | .468 | 0.1 | 0.3 | .280 | 1.6 | 2.9 | .557  | 1.1 | 1.4 | 2.6 | 2.0 | 0.8 | 0.1 | 1.9 | 1.9 | 12.5 |
| 8  | Trent Tucker    | 26   | 77 | 23 | 23.2 | 4.5 | 9.6  | .472 | 0.5 | 1.2 | .451 | 1.0 | 1.3 | .790  | 0.9 | 1.3 | 2.2 | 2.5 | 0.8 | 0.1 | 0.9 | 2.2 | 10.6 |
| 9  | Chris McNealy   | 24   | 30 | 6  | 20.9 | 2.3 | 4.8  | .486 | 0.0 | 0.0 |      | 1.0 | 1.6 | .660  | 2.1 | 4.7 | 6.8 | 1.4 | 1.3 | 0.4 | 1.2 | 2.9 | 5.7  |
| 10 | Ken Bannister   | 25   | 70 | 15 | 20.1 | 3.4 | 6.8  | .491 | 0.0 | 0.0 | .000 | 1.9 | 3.6 | .526  | 1.3 | 3.3 | 4.6 | 0.6 | 0.6 | 0.3 | 1.8 | 3.0 | 8.6  |
| 11 | Bob Thornton    | 23   | 71 | 23 | 18.6 | 1.8 | 3.9  | .456 | 0.0 | 0.0 |      | 1.2 | 2.3 | .531  | 1.6 | 2.5 | 4.1 | 0.6 | 0.4 | 0.1 | 1.2 | 2.9 | 4.7  |
| 12 | Ernie Grunfeld  | 30   | 76 | 0  | 18.4 | 1.9 | 4.7  | .417 | 0.3 | 0.8 | .426 | 1.2 | 1.4 | .833  | 0.6 | 2.2 | 2.7 | 1.6 | 0.5 | 0.2 | 0.7 | 2.5 | 5.4  |
| 13 | Bill Cartwright | 28   | 2  | 0  | 18.0 | 1.5 | 3.5  | .429 | 0.0 | 0.0 |      | 3.0 | 5.0 | .600  | 1.0 | 4.0 | 5.0 | 2.5 | 0.5 | 0.5 | 3.0 | 3.0 | 6.0  |
| 14 | Fred Cofield    | 24   | 45 | 1  | 10.4 | 1.7 | 4.1  | .408 | 0.1 | 0.3 | .200 | 0.3 | 0.4 | .600  | 0.1 | 0.9 | 1.0 | 1.8 | 0.4 | 0.1 | 1.1 | 1.4 | 3.7  |
| 15 | Ken Green       | 26   | 7  | 0  | 10.3 | 1.9 | 3.9  | .481 | 0.0 | 0.0 |      | 0.7 | 1.3 | .556  | 1.7 | 2.1 | 3.9 | 0.3 | 0.6 | 0.0 | 0.1 | 1.1 | 4.4  |
| 16 | Butch Carter    | 27   | 5  | 0  | 6.2  | 0.4 | 1.6  | .250 | 0.0 | 0.2 | .000 | 0.2 | 0.2 | 1.000 | 0.4 | 0.2 | 0.6 | 0.6 | 0.2 | 0.0 | 1.2 | 1.2 | 1.0  |

## Galardones y récords
| Jugador       | Galardón                                                              |
| Patrick Ewing | Rookie del Año de la NBA Mejor quinteto de rookies de la NBA All-Star |